# Ahmed Kashi
Pour les articles homonymes, voir Kashi (homonymie).
Ahmed Kashi, né le 18 novembre 1988 à Aubervilliers, est un footballeur international algérien, évoluant au poste de milieu de terrain.
Il compte une sélection en équipe nationale en 2015.

## Biographie

### Débuts
Né le 18 novembre 1988 à Aubervilliers avec la nationalité algérienne, Ahmed Kashi a suivi une partie de sa scolarité au collège Marcel Cachin du Blanc-Mesnil. Il commence le football à Bobigny, puis rejoint le Red Star, avant d'intégrer le centre de formation de Louhans-Cuiseaux, où il se révèle à son poste de milieu défensif, au point de taper dans l’œil des recruteurs de La Berrichonne de Châteauroux, qu'il rejoint en 2007.

#### La Berrichonne de Châteauroux
Il débute en Ligue 2 le 15 avril 2008 contre le Stade de Reims, en tant que titulaire à la suite de nombreuses indisponibilités, à l'âge de 19 ans. L'été suivant il signe son premier contrat professionnel et gagne sa place dans l'équipe première au cours de la saison 2008-2009, disputant dix-sept matchs comme titulaire et huit comme remplaçant. Il inscrit son premier but contre le Stade brestois lors de la 34e journée pour une large victoire (5-1).
En juin 2012,il quitte la LB Châteauroux, avec laquelle il était en fin de contrat, pour rejoindre le FC Metz, qui évolue en National.

#### FC Metz
Le 3 septembre 2012, il s'engage avec le club du FC Metz, avec lequel il signe un contrat d'un an.
Arrivé en Lorraine, alors que le club messin commence sa saison en National, il s’impose rapidement comme un titulaire indispensable dans le onze grenat à force de travail et de persévérance. Au terme de la saison 2012-2013, le club retrouve la Ligue 2, et en novembre 2013, Ahmed Kashi, qui arrive en fin de contrat, signe une prolongation, le liant désormais au FC Metz jusqu’en juin 2016.
Le 26 avril 2014, lors de la 34e journée, les Messins solide leader de Ligue 2, officialisent leur retour en Ligue 1, après six années d'absence dans l'élite, grâce à une belle victoire 3-0 à Auxerre et sont officiellement champions deux journées de championnat plus tard en s'imposant (0-1) à Troyes. Ahmed Kashi (25 ans), pilier de l'effectif lorrain, évoluera donc en Ligue 1.
le 20 septembre 2014, il joue son premier match en Ligue 1, lors de la victoire des grenats 3-1 contre Bastia. Il marque son premier but dans l'élite, lors de la huitième journée de championnat contre Reims.

#### Charlton

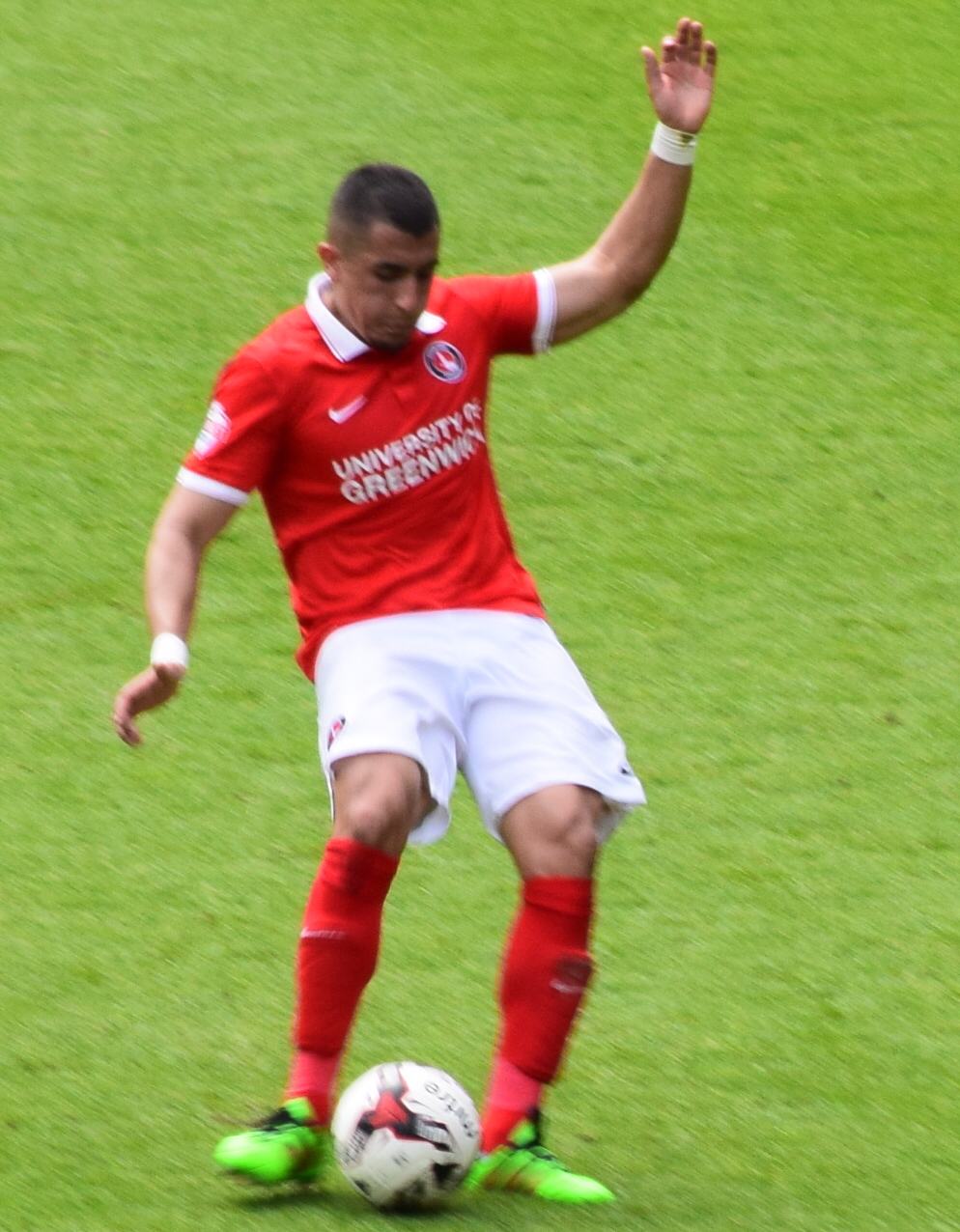
Kashi sous les couleurs de Charlton.

En 2015, Kashi choisit de rejoindre l'Angleterre, afin de découvrir un nouveau championnat, après trois ans à Metz. Il signe un contrat de 3 ans.

#### ESTAC Troyes
Le 16 juillet 2018, il s'engage pour deux saisons avec l'ESTAC Troyes. A l'issue de la première année, après un prêt de six mois à Oxford united, il quitte le club de l'aube.

### Parcours en équipe nationale
Ahmed Kashi est appelé pour la première fois en équipe nationale algérienne par Christian Gourcuff le 27 octobre 2014. Ce dernier fait appel à ses services pour la double confrontation face à l'Éthiopie et le Mali comptant pour la qualification à la Coupe d'Afrique des nations 2015 au Maroc.Le 4 janvier 2015 Christian Gourcuff le convoque pour prendre part à la Coupe d'Afrique des nations 2015 pour pallier le forfait de Mehdi Abeid.

## Statistiques

### En club
| Saison                | Club                  | Championnat           | Championnat | Championnat | Championnat | Coupe nationale | Coupe nationale | Coupe nationale | Coupe de la Ligue | Coupe de la Ligue | Coupe de la Ligue | Total | Total | Total |
| Saison                | Club                  | Division              | M.          | B.          | P.d.        | M.              | B.              | P.d.            | M.                | B.                | P.d.              | M.    | B.    | P.d.  |
| 2007-2008             | LB Châteauroux        | Ligue 2               | 1           | 0           | 0           | -               | -               | -               | -                 | -                 | -                 | 1     | 0     | 0     |
| 2008-2009             | LB Châteauroux        | Ligue 2               | 21          | 1           | 0           | 2               | 0               | 0               | 2                 | 0                 | 0                 | 25    | 1     | 0     |
| 2009-2010             | LB Châteauroux        | Ligue 2               | 23          | 1           | 1           | 1               | 0               | 0               | -                 | -                 | -                 | 24    | 1     | 1     |
| 2010-2011             | LB Châteauroux        | Ligue 2               | 17          | 1           | 1           | -               | -               | -               | -                 | -                 | -                 | 17    | 1     | 1     |
| 2011-2012             | LB Châteauroux        | Ligue 2               | 24          | 0           | 0           | 4               | 0               | 0               | -                 | -                 | -                 | 28    | 0     | 0     |
| Sous-total            | Sous-total            | Sous-total            | 86          | 3           | 2           | 7               | 0               | 0               | 2                 | 0                 | 0                 | 95    | 3     | 2     |
| 2012-2013             | FC Metz               | National              | 25          | 0           | 0           | 3               | 0               | 0               | 1                 | 0                 | 0                 | 29    | 0     | 0     |
| 2013-2014             | FC Metz               | Ligue 2               | 33          | 0           | 0           | -               | -               | -               | 1                 | 0                 | 0                 | 34    | 0     | 0     |
| 2014-2015             | FC Metz               | Ligue 1               | 19          | 1           | 0           | 1               | 0               | 0               | 2                 | 0                 | 0                 | 22    | 1     | 0     |
| Sous-total            | Sous-total            | Sous-total            | 77          | 1           | 0           | 4               | 0               | 0               | 4                 | 0                 | 0                 | 85    | 1     | 0     |
| 2015-2016             | Charlton Athletic     | Championship          | 11          | 0           | 0           | -               | -               | -               | 2                 | 1                 | 0                 | 13    | 1     | 0     |
| 2017-2018             | Charlton Athletic     | League One            | 35          | 2           | 2           | 2               | 0               | 0               | -                 | -                 | -                 | 37    | 2     | 2     |
| Sous-total            | Sous-total            | Sous-total            | 46          | 2           | 2           | 2               | 0               | 0               | 2                 | 1                 | 0                 | 50    | 3     | 2     |
| 2018-2019             | ES Troyes AC          | Ligue 2               | 11          | 0           | 0           | 2               | 0               | 0               | 1                 | 0                 | 0                 | 14    | 0     | 0     |
| 2018-2019             | Oxford United (prêt)  | League One            | 11          | 0           | 0           | 1               | 0               | 0               | -                 | -                 | -                 | 12    | 0     | 0     |
| 2019-2020             | FC Annecy             | National 2            | 2           | 0           | 0           | -               | -               | -               | -                 | -                 | -                 | 2     | 0     | 0     |
| 2020-2021             | FC Annecy             | National              | 19          | 0           | 0           | 3               | 0               | 0               | -                 | -                 | -                 | 22    | 0     | 0     |
| 2021-2022             | FC Annecy             | National              | 28          | 3           | 0           | -               | -               | -               | -                 | -                 | -                 | 28    | 3     | 0     |
| 2022-2023             | FC Annecy             | Ligue 2               | 31          | 2           | 1           | 6               | 1               | 0               | -                 | -                 | -                 | 37    | 3     | 1     |
| 2023-2024             | FC Annecy             | Ligue 2               | 26          | 1           | 1           | 1               | 0               | 0               | -                 | -                 | -                 | 27    | 1     | 1     |
| 2024-2025             | FC Annecy             | Ligue 2               | 12          | 1           | 0           | -               | -               | -               | -                 | -                 | -                 | 12    | 1     | 0     |
| Sous-total            | Sous-total            | Sous-total            | 118         | 7           | 2           | 10              | 1               | 0               | -                 | -                 | -                 | 128   | 8     | 2     |
| Total sur la carrière | Total sur la carrière | Total sur la carrière | 349         | 13          | 6           | 26              | 1               | 0               | 9                 | 1                 | 0                 | 384   | 15    | 6     |

## Palmarès

### En club
- FC Metz
  - Championnat de France de Ligue 2
    - Vainqueur : 2014